# Pseudocheilinus ocellatus
Pseudocheilinus ocellatus là một loài cá biển thuộc chi Pseudocheilinus trong họ Cá bàng chài. Loài cá này được mô tả lần đầu tiên vào năm 1999.

## Từ nguyên
Tính từ định danh ocellatus bắt nguồn từ tiếng Latinh có nghĩa là "có đốm to bằng mắt", hàm ý đề cập đến đốm đen lớn trên cuống đuôi của loài cá này.

## Phạm vi phân bố và môi trường sống
P. ocellatus có phạm vi phân bố tập trung ở Tây và Trung Thái Bình Dương. Loài cá này đã được ghi nhận tại quần đảo Ogasawara và quần đảo Ryukyu; đảo Johnston; quần đảo Mariana; Palau; Liên bang Micronesia; quần đảo Marshall; Kiribati (và toàn bộ quần đảo Line); Tuvalu; Vanuatu; Fiji; New Caledonia; khu vực biển San Hô; Tonga; quần đảo Samoa; những quần đảo thuộc Polynesia thuộc Pháp.
P. ocellatus sinh sống gần các rạn san hô ở vùng nước sâu, với độ sâu được ghi nhận trong khoảng từ 20 đến ít nhất là 60 m. P. ocellatus sống ở vùng nước sâu hơn các thành viên cùng chi với chúng.

## Mô tả
Chiều dài cơ thể tối đa được ghi nhận ở P. ocellatus là 10,3 cm. Cơ thể có màu đỏ hồng với các vạch sọc dọc màu trắng nhạt ở hai bên thân. Đầu màu vàng, có các vệt sọc màu xanh lam tím. Mống mắt màu vàng tươi. Có một đốm đen lớn viền xanh ở trên cuống đuôi; cuống đuôi màu vàng nhạt. Vây bụng trắng, không có đốm; các vây còn lại trong mờ, có các chấm màu xanh óng (trừ vây ngực).

## Sinh thái và hành vi
Thức ăn của P. ocellatus có lẽ là các loài thủy sinh không xương sống như các loài Pseudocheilinus khác. Loài cá này được đánh bắt bởi giới buôn bán cá cảnh.